# Vildbjerg Sogn
Vildbjerg Sogn er et sogn i Herning Nordre Provsti (Viborg Stift).
I 1800-tallet var Nøvling Sogn anneks til Vildbjerg Sogn. Begge sogne hørte til Hammerum Herred i Ringkøbing Amt. De dannede  sognekommune sammen med Timring Sogn fra Ulfborg Herred, også i Ringkøbing Amt. Sognekommunen blev senere delt i to, men ved kommunalreformen i 1970 blev både Vildbjerg-Nøvling og Timring indlemmet i Trehøje Kommune, der ved strukturreformen i 2007 indgik i Herning Kommune.
I Vildbjerg Sogn ligger Vildbjerg Kirke.
I sognet findes følgende autoriserede stednavne:
- Dueholm (bebyggelse)
- Ejsingkær (bebyggelse, ejerlav)
- Helleskov (bebyggelse, ejerlav)
- Lysgård (bebyggelse, ejerlav)
- Lysgårdlund (bebyggelse)
- Merrild (bebyggelse, ejerlav)
- Rødding (bebyggelse, ejerlav)
- Rødding Å (vandareal)
- Røddinglund (bebyggelse, ejerlav)
- Røddinglund Plantage (areal)
- Sønderbæk (vandareal)
- Tihøje (areal)
- Tranholm (bebyggelse)
- Vildbjerg (bebyggelse)